# Аладжян, Давид
Давид Аладжян (нем. Haladjian David; Halajyan Davit; арм. Դավիթ Հալաջյան; 7 февраля 1962, Ереван) — армянский и швейцарский композитор, дирижер и музыковед.

## Биография

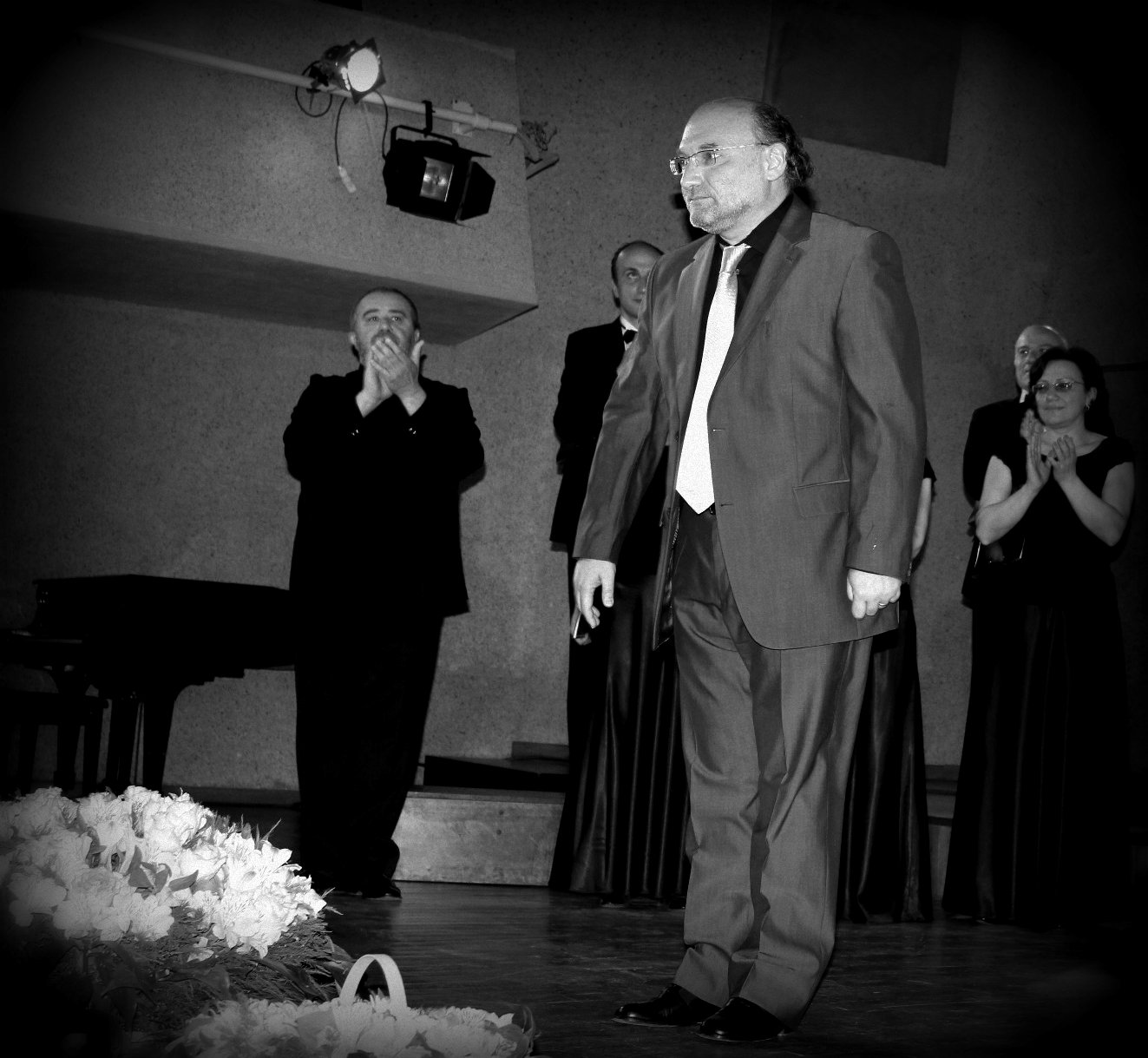
Давид Аладжян. Май 2012, Ереван

По окончании восьмого класса средней школы Давид Аладжян изучал в государственном музыкальном училище композицию, теорию музыки и фортепиано. В 1977 поступил в Ереванскую государственную консерваторию, обучался композиции Ованнисяна, фортепиано по классу Эдгара Оганесяна. Закончил консерваторию по специальности «Дирижирование» и «Композиция», а также получил специальность преподавателя высшей школы по теории музыки. Продолжив своё обучение в аспирантуре в той же консерватории, он защитил диссертацию по композиции и музыковедению.
Во время учёбы в консерватории Давид Аладжян параллельно работал в государственном теле- и радиовещании в должности музыкального редактора, а в 1987—1991 гг. дирижировал хором Ереванской консерватории.
В 1991 г. Давид Аладжян переехал в Швейцарию, где продолжил своё обучение в области электроакустической музыки в музыкальной академии Базеля и в Цюрихской консерватории. В настоящее время он работает в качестве композитора, дирижера и музыкального педагога.
В течение последних 20 лет Давид Аладжян непрестанно преподавал музыку в различных учебных заведениях.
Сейчас он работает учителем по фортепиано в музыкальной школе Цумикона и в Цюрихской консерватории.
Кроме того Аладжян дирижирует музыкальным кружком Маур, хором Ананун в Диетиконе и, начиная с лета 2013, камерным хором Акусма.
Музыкальные произведения Давид Аладжяна представлялись на различных концертах и музыкальных фестивалях в Армении, Германии, Франции, Испании, Голландии, Италии, Израиля, США, Японии, Литвы, России и Швейцарии.>

## Семья
Брат —Марат Халаджян,  диктор и актёр

## Дискография
- «Stabat Mater», MEG Recordings, Кембридж, США, 1992
- «O Herr, wenn Du…», Art & Electronics, Бостон, США, 1992
- «Songs Of Love And Death», Russian Disc, Москва, Россия, 1993
- «Fuggita, Sparita, Scomparsa…», в «Works from the Swiss Center for Computer Music 1985-95»
- «Mut zum teilen», Sony Швейцария, 1995
- «Music in the shade», 2001 Германия
- «Изгнание человечества», 2005 Германия
- «Missa de Lumine», в стадии подготовки

## Избранные произведения
- 1983: Соната для виолончели и фортепиано, «3 пьесы» для кларнета и фортепиано
- 1984: 1. струнный квартет, запись: теле- и радиовещание Армении, 1984
- 1985: 2. струнный квартет, запись: теле- и радиовещание Армении, 1985
- 1986: «Месроп Маштоц», кантата для солистов, хора и оркестра
- 1987: «На стихи П. Дурьяна», кантата для хора а cappella, запись: теле- и радиовещание Армении
- 1988: «Барьер», балетная сюита для оркестра, «Павел Филонов», кантата для чтеца, хора и струнных, производство: студия Ленфильм, Санкт-Петербург, 1998
- 1989: «Stabat Mater» для женского хора a cappella, CD производство MEG Recordings, Бостон, 1992, «O Herr, wenn Du…» на псалм 51 для хора a cappella, CD производство Art & Electronics, USA, 1992
- 1990: «Memorium», концерт для смешанного хора a cappella, «Trio meditatione» для флейты, виолончели и клавесина, «Songs of Love and Death» для хора a cappella, CD производство «Russian Disc», 1993
- 1992: «…fuggita…sparita…scomparsa…», электронная композиция, CD производство N.S.C.M. Цюрих, 1994, CD производство Швейцарского центра компьютерной музыки, Цюрих, 1995
- 1993: «Tuba Mirum» для хора a cappella (премьера на международном хоровом фестивале Гарвардского университета), запись: теле- и радиовещание Армении, 1987, «Время в письмах», электронная композиция
- 1994: «Вокализ» для голоса и камерного оркестра, «Подарок для Р…» для струнных и литавр, «Лусик», композиция для камерного оркестра, CD производство «Sony» Швейцария, 1994, «Душа дудука», электронная композиция
- 1996: «Missa de Lumine», концертная месса (длительность примерно 85 min.) для солистов, хора и камерного оркестра, живая запись на концертах в Гриньяне, Франция, 2001, начиная с премьеры в Цюрихе исполнялась на концертах 41 раз во всем мире
- 1997: «Nimm du mich heiliger Atem» для хора и струнного оркестра; по заказу Общества церковной музыки Швейцарии
- 1998: «Mache Dich Auf», кантата для сопрано соло, смешанного хора и камерного оркестра; по заказу Общества церковной музыки Тургау
- 2001: Скрипичный концерт для скрипки соло, струнного оркестра и ударных инструментов (в работе), «Сонеты Шекспира» для хора a cappella
- 2002: «Dona nobis pacem» для женского хора a cappella, «…my verse…» для струнного оркестра, «…my gift…» для струнного оркестра
- 2003: «…my calmness…» для струнного оркестра, «…my light…» для струнного оркестра
- 2004: «…my move…» для струнного оркестра. «…my sin…» для струнного оркестра, «Меха» на слова Нарекаци для смешанного хора a cappella, «3 швейцарские народные мелодии» для струнных и кларнета, по заказу «Schweizer Oktett», Цюрих
- 2005: «Изгнание человечества» для хора и дудука, по заказу A.T. Wegner Gesellschaft, «Cohaerentia» для виолончельного квартета, по заказу Duo Varshavsky
- 2006: «the rest is silence…» для гобоя, кларнета, скрипки, альта и контрабаса; по заказу Дилижанского фестиваля камерной музыки/Lark Musical Society, США, живая запись, «Après sonore» для скрипки соло; премьера на конкурсе Мигрос юных исполнителей, 2006
- 2007: «TimeCode» для 11 инструментов, по заказу городской музыкальной школы Цюриха Zürich
- 2008: «Сонет Шекспира 2» для хора a capella
- 2009: «Шаракан Маштоца» для сопрано и струнного оркестра, по заказу композитора А. Кнюзеля, «My Calmness» для струнного оркестра
- 2011: «O, Rex» для сопрано соло, хора и виолончели, по заказу общины Маур
- 2012: «Omnis Mundi Creatura», кантата для сопрано соло, хора и оркестра
- 2013: «Трехцветное море» для октета, по заказу «Schweizer Oktett», Цюрих
- 2014: «Mein Lied ist noch nicht aus» для 8 голосов и 8 инструментов. По заказу «Schweizer Oktett», Цюрих
- 2013: «Das dreifarbene Meer» für Oktett, Auftragswerk des «Schweizer Oktett», Zürich
- 2014: «Mein Lied ist noch nicht aus» für 8 Stimmen & 8 Instrumente. Auftragswerk des «Schweizer Oktett», Zürich
- 2016: Trio for Violin, Cello & Piano — Commission of Galan Trio, Athene
- 2016: Violin Concerto — Commission of the Festival «Herbst in der Helferei», Zürich, Switzerland
- 2017: Music for Film «Lorik»
- 2018: Music for Film «Aniko»
- 2020: Stabat Mater- for Soprano Solo, Mixed Choir & Orchestra

## Фильмография
- «Охота на зайца» — режиссёр Александр Андракян, Арменфильм
- «Павел Филонов» — режиссёр Валерий Наумов, Ленфильм
- «Лорик» — режиссёр Алексей Злобин
- «Анико» — режиссёр Анна Арутюнян

## Награды
- Медаль «Григор Нарекаци» (2012)
- Медаль Мовсеса Хоренаци (2013)
- Золотая медаль Министерства культуры Республики Армения (2012)[1]
- Приз за лучшее музыкальное решение на 17-м Международном кинофестивале Дух Огня в Ханты-Мансийске